# ريسلي (باركشير)
ريسلي (بالإنجليزية: Riseley, Berkshire)‏ هي قرية تقع في المملكة المتحدة في جنوب شرق إنجلترا.